# Сметанін Олександр Сергійович
Олександр Сергійович Сметанін (рос. Александр Сергеевич Сметанин; 23 лютого 1997, Родники, Росія — 2 січня 2024, біля Часового Яру, Україна) — російський офіцер, молодший лейтенант ПДВ РФ. Герой Російської Федерації.

## Біографія
В 2016 році закінчив Шуйський технологічний коледж. Після проходження строкової служби підписав контракт, служив в 217-му парашутно-десантному полку. Учасник інтервенції в Сирію. З листопада 2022 року брав участь у вторгненні в Україну, заступник командира взводу і командир бойової машини парашутно-десантного батальйону свого полку. Пізніше став командиром парашутно-десантного взводу. Загинув у бою. 19 квітня 2024 року був похований в рідному місті.

## Нагороди
- Медаль «Учаснику військової операції в Сирії» (2018)[1]
- Медаль «За військову доблесть» 2-го ступеня (2022)[1]
- Орден Мужності (2023)[1]
- Медаль «За відвагу» (2023)[1]
- Медаль «За бойові заслуги» (2024, посмертно)[1]
- Звання «Герой Російської Федерації» (18 вересня 2024, посмертно) — «за мужність і героїзм, проявлені під час виконання військового обов'язку.» 24 жовтня 2024 року медаль «Золота зірка» була передана рідним Сметаніна губернатором Івановської області Станіславом Воскресенським.